# ディロン駅
ディロン駅（英語：Dillon Station ）は、アメリカ合衆国サウスカロライナ州ディロン ノース・レールロード・アヴェニュー100にある駅。 全米各地を結ぶ旅客鉄道のアムトラックが乗り入れている。

## 概要
当初はフロレンス鉄道の貨物駅として1893年に開業。レンガ造のディロン駅は、アトランティック・コースト・ライン鉄道によって1905年に建設された。町の名が刻まれた時計は、新しいレンガのプラットホームの導入を含め、改修の一環として2004年に設置された。

## 利用可能な鉄道路線／列車
アムトラックの停車する列車は下記の通り。
ニューヨークとサバンナ間の昼行長距離列車パルメット号…1日1往復停車